# Darkness
Darkness és una pel·lícula hispano-estatunidenca de terror dirigida per Jaume Balagueró i protagonitzada per Fele Martínez, Anna Paquin, Lena Olin i Giancarlo Giannini. L'obra va ser nominada al Goya al millor so. La cinta va ser rodada en anglès i doblada al català.

## Sinopsi
Una família es trasllada des dels Estats Units fins a Espanya, ja que el pare (Iain Glen) va néixer i va passar la seva infància en aquest país. La mare (Lena Olin) treballa com a infermera a l'hospital on treballa el seu sogre (Giancarlo Giannini). La filla major (Anna Paquin) no està massa contenta amb el trasllat, i es planteja tornar als EUA i el fill petit (Stephan Enquist) no fa més que pintar nens en el seu quadern de dibuix. La casa en la qual viuen està enmig del camp. El que no saben és que en aquest lloc hi ha una cosa molt fosca i antic, tan vell com el món. Un secret que està relacionat amb un acte de pura maldat, un abominable fet ocorregut en fa quaranta anys. El pare té problemes de salut, i la filla comença a sospitar que una cosa estranya succeeix en aquesta casa. Res és casual, tal vegada tot està calculat des del principi. La foscor aguaita.

## Elenc
- Anna Paquin – Regina
- Lena Olin – Maria
- Iain Glen – Mark
- Giancarlo Giannini – Albert Rua
- Fele Martínez – Carlos
- Stephan Enquist – Paul
- Fermí Reixach – Villalobos
- David Martí – Home adormit a l'autobús (sense acreditar)

## Estrena i taquilla
La pel·lícula es va estrenar a Espanya el 3 d'octubre de 2002, i després es va estrenar amb més difusió l'11 d'octubre. Va ser projectada en diversos països europeus al llarg de 2003 i en acabat es va vendre a Miramax Films, però es va arxivar durant gairebé dos anys. Finalment, es va estrenar als Estats Units a través de la filial Dimension Films de Miramax, el 25 de desembre de 2004. Se li va donar un llançament encara més tard al Regne Unit, el març de 2005.
Malgrat moltes ressenyes negatives i molt poca promoció, l'obra va anar moderadament bé a la taquilla dels Estats Units. Es va estrenar el dia de Nadal de 2004, que va ser un dissabte. Va ser el setè film que més va recaptar aquest cap de setmana amb 6,1 milions de dòlars estatunidencs (a 3,625 dòlars estatunidencs de mitjana per cinema), guanyant més de la meitat del seu pressupost en dos dies. La setmana següent, es va reduir a la dècima amb recaptació més alta amb 4,6 milions de dòlars estatunidencs. Eventualment, va recaptar 34,4 milions de dòlars estatunidencs a nivell internacional, amb un pressupost de 10,6 milions de dòlars estatunidencs.

## Recepció
Darkness va rebre crítiques extremadament negatives tant de la crítica especialitzada com del públic en general. Actualment posseeix una qualificació del 4% a Rotten Tomatoes, segons 53 comentaris i una puntuació d'audiència del 30%. Va rebre una qualificació "F" de CinemaScore, la qual cosa indica un desgrat aclaparantment popular.
El periòdic The New York Times va dir: "Darkness, que es va introduir als cinemes de tot el país el dia de Nadal, intenta espantar als troneres de les festivitats amb un joc d'endevinalles sobre quin membre d'una bella família estatunidenca, reubicada a Espanya, matarà a un altre. Però el veritable misteri és per què tal pel·lícula destrossada no es va ajuntar del tot". Owen Gleiberman d'Entertainment Weekly va dir que és "una pel·lícula de terror tan vaga sobre el malson que està girant, que sembla tenir por de les seves pròpies ombres... Darkness va ser clarament barrejada com a amanida a la sala d'edició, ja que és poc més que la suma dels seus talls de xocs poc impressionants". The Village Voice també li va fer a la pel·lícula una ressenya regular, dient: "Els moments insinuen una declaració metafòrica sobre l'abús infantil, però la pel·lícula demostra principalment ser un comentari sobre el cablejat elèctric deficient".
Variety va elogiar la cinematografia de la pel·lícula, però va criticar el seu guió: "Encara que el director Balaguero mostra un talent per a imatges esborronadores i crea una atmosfera de tensió a foc lent, el seu guió (coescrit per Fernando de Felipe) és un compendi d'escenes a penes connectades que en última instància cauen en la incoherència".